# Герб Нововодолазького району
Герб Нововодола́зького райо́ну — один з офіційних символів Нововодолазького району Харківської області.

## Опис
Герб району являє собою чотирикутний геральдичний щит із заокругленими нижніми кутами і загостренням в основі, розділений по діагоналі на чотири частини білого, сіро-блакитного, зеленого та блакитного кольорів.
У центрі щита розташоване стилізоване зображення фортеці з перехрещеними шаблею та мушкетом, що символізують залишки турецького валу поблизу сіл Княжне та Меліховка.
Щит обрамлено традиційним слобожанським вінком, що складається з золотого листя дуба і калини, перев'язаного блакитною стрічкою та шестернею і снопом у верхів'ї.

## Символіка
- Золотий контур — символ єдності та цілісності.
- Сніп вказує на домінування сільськогосподарської діяльності мешканців району.
- Шестерня символізує місцеву промисловість.
- Дубове листя уособлює чоловічий початок.
- Калина — символ жіночності та краси.
- Блакитна стрічка вказує духовний розвиток.
- Кольори:
  - Білий — кварцовий пісок.
  - Блакитний — водні ресурси місцевості.
  - Сіро-зелений — природні багатства.
  - Зелений —родючість чорнозему.